# Islandiana unicornis
Islandiana unicornis là một loài nhện trong họ Linyphiidae.
Loài này thuộc chi Islandiana. Islandiana unicornis được Wilton Ivie miêu tả năm 1965.